# Кемаль Стафа (стадион)
«Кемаль Стафа» (алб. Qemal Stafa) — многопрофильный стадион в Тиране, Албания, названный в честь героя Второй мировой войны Кемаля Стафы. 
Строительство начато в 1939 году во время итальянской оккупации Албании (итальянский архитектор Герардо Бозио). Стадион открыт 7 октября 1946 года, когда на нём состоялся первый матч Кубка Балкан. Кубок завершился победой сборной Албании по футболу.
Использовался главным образом для футбольных матчей. Вмещал 30 549 человек (не все сидячие, их около 27 549 мест). «Кемаль Стафа» являлся крупнейшим стадионом в Албании. Был домашней ареной сборной Албании по футболу и некоторых албанских футбольных клубов.
В 2016 году был снесён. На его месте построен новый стадион — Национальная арена, открытие которой состоялось 17 ноября 2019 года. В этот же день состоялся первый матч. Сборная Албании принимала сборную Франции.

## Проклятие «Кемаль Стафы»
Стадион в определённый промежуток времени считался «проклятым» для иностранных команд, так сборная Албании, как правило, выигрывает или редко проигрывает домашние игры. В период с марта 2002 года по октябрь 2004 Албания осталась непобедимой дома (8 игр без поражений), и часть этих игр была сыграна на «Кемаль Стафе». Известные команды, такие, как Швеция и вновь коронованный европейский чемпион Греция в 2004 году были побеждены албанской сборной. После этого так называемое проклятие «Кемаль Стафы» перестало действовать.